# NGC 4513
NGC 4513 est une galaxie lenticulaire située dans la constellation de la constellation du Dragon. NGC 4513 a été découverte par l'astronome prussien Heinrich Louis d'Arrest en 1866.

## Caractéristiques

### Distance
Sa vitesse par rapport au fond diffus cosmologique est de 2 383 ± 7 km/s, ce qui correspond à une distance de Hubble de 35,2 ± 2,5 Mpc (∼115 millions d'al).
À ce jour, une mesure non basée sur le décalage vers le rouge (redshift) donne une distance d'environ 51,700 Mpc (∼169 millions d'al). Cette valeur est à l'extérieur des valeurs de la distance de Hubble. Notons que c'est avec la valeur moyenne des mesures indépendantes, lorsqu'elles existent, que la base de données NASA/IPAC calcule le diamètre d'une galaxie et qu'en conséquence le diamètre de NGC 4513 pourrait être d'environ 24,5 kpc (∼79 900 al) si on utilisait la distance de Hubble pour le calculer.

## L'anneau de NGC 4513
NGC 4513 est entouré d'un anneau très pâle d'un grand diamètre qui est assez séparé du disque galactique,. Cet anneau gazeux est en rotation inverse du disque galactique. La partie interne du disque présente aussi une population d'étoiles probablement liées à l'anneau externe car celles-ci tournent également en sens inverse du disque,. On pense que cette rotation inverse de l'anneau provient de la capture du gaz lors d'un passage rapproché d'une autre galaxie. Ilyina et Sil'chenko suggèrent aussi que l'anneau pourrait provenir de l'impact vertical d'une galaxie satellite sur la partie centrale parce que cet anneau est symétrique et qu'il brille dans le domaine de l'ultraviolet.
Le diamètre apparent du disque central est de 1,4 minute d'arc, mais avec son anneau on obtient une valeur double de celui-ci, soit 2,8 minutes d'arc ce qui à la distance estimée de NGC 4513 donne une dimension réelle de 85 000 années-lumière.

## Groupe de NGC 4256
NGC 4513 fait partie du groupe de NGC 4256. Selon A.M. Garcia, ce groupe de galaxies compte au moins 7 membres. Les autres galaxies du groupe sont NGC 4108, NGC 4210, NGC 4221, NGC 4256, NGC 4332 et NGC 4108B (PGC 38461).